# 2015-ös evezős-világbajnokság
A 2015-ös evezős-világbajnokságot Aiguebelette-le-Lac-ban, Franciaországban rendezték augusztus 30. és szeptember 6. között. Összesen 22 versenyszámban és 8 paraversenyen avattak világbajnokot.

## Összesített éremtáblázat
Az alábbi táblázat az evezés és a para-evezés összesített éremtáblázatát mutatja.

  *   Rendező
  *   Magyarország
| #        | Ország                  | Arany | Ezüst | Bronz | Összesen |
| 1.       | Egyesült Királyság      | 5     | 9     | 1     | 15       |
| 2.       | Új-Zéland               | 5     | 3     | 1     | 9        |
| 3.       | Németország             | 3     | 4     | 2     | 9        |
| 4.       | Ausztrália              | 3     | 2     | 0     | 5        |
| 5.       | Egyesült Államok        | 3     | 1     | 3     | 7        |
| 6.       | Franciaország           | 2     | 2     | 2     | 6        |
| 7.       | Csehország              | 1     | 1     | 0     | 2        |
| 8.       | Horvátország            | 1     | 0     | 0     | 1        |
| 8.       | Izrael                  | 1     | 0     | 0     | 1        |
| 8.       | Olaszország             | 1     | 0     | 0     | 1        |
| 8.       | Svájc                   | 1     | 0     | 0     | 1        |
|          |                         |       |       |       |          |
| 12.      | Dánia                   | 0     | 1     | 1     | 2        |
| 12.      | Litvánia                | 0     | 1     | 1     | 2        |
| 14.      | Görögország             | 0     | 1     | 0     | 1        |
| 14.      | Szlovénia               | 0     | 1     | 0     | 1        |
|          |                         |       |       |       |          |
| 16.      | Hollandia               | 0     | 0     | 3     | 3        |
| 16.      | Szerbia                 | 0     | 0     | 3     | 3        |
| 18.      | Kanada                  | 0     | 0     | 2     | 2        |
| 18.      | Kína                    | 0     | 0     | 2     | 2        |
| 18.      | Norvégia                | 0     | 0     | 2     | 2        |
| 21.      | Ukrajna                 | 0     | 0     | 1     | 1        |
| 21.      | Észtország              | 0     | 0     | 1     | 1        |
| 21.      | Dél-afrikai Köztársaság | 0     | 0     | 1     | 1        |
| Összesen | Összesen                | 26    | 26    | 26    | 78       |

## Evezés

### Éremtáblázat
Az alábbi táblázat az evezés éremtáblázatát mutatja.

  *   Rendező
  *   Magyarország
| #        | Ország                  | Arany | Ezüst | Bronz | Összesen |
| 1.       | Új-Zéland               | 5     | 3     | 1     | 9        |
| 2.       | Egyesült Királyság      | 4     | 6     | 1     | 11       |
| 3.       | Németország             | 3     | 4     | 2     | 9        |
| 4.       | Egyesült Államok        | 3     | 0     | 3     | 6        |
| 5.       | Franciaország           | 2     | 2     | 1     | 5        |
| 6.       | Ausztrália              | 1     | 2     | 0     | 3        |
| 7.       | Csehország              | 1     | 1     | 0     | 2        |
| 8.       | Horvátország            | 1     | 0     | 0     | 1        |
| 8.       | Olaszország             | 1     | 0     | 0     | 1        |
| 8.       | Svájc                   | 1     | 0     | 0     | 1        |
|          |                         |       |       |       |          |
| 11.      | Dánia                   | 0     | 1     | 1     | 2        |
| 11.      | Litvánia                | 0     | 1     | 1     | 2        |
| 13.      | Görögország             | 0     | 1     | 0     | 1        |
| 13.      | Szlovénia               | 0     | 1     | 0     | 1        |
|          |                         |       |       |       |          |
| 15.      | Hollandia               | 0     | 0     | 3     | 3        |
| 15.      | Szerbia                 | 0     | 0     | 3     | 3        |
| 17.      | Kína                    | 0     | 0     | 2     | 2        |
| 18.      | Kanada                  | 0     | 0     | 1     | 1        |
| 18.      | Norvégia                | 0     | 0     | 1     | 1        |
| 18.      | Észtország              | 0     | 0     | 1     | 1        |
| 18.      | Dél-afrikai Köztársaság | 0     | 0     | 1     | 1        |
| Összesen | Összesen                | 22    | 22    | 22    | 66       |

### Férfi
| Versenyszám | Arany | Arany   | Ezüst | Ezüst   | Bronz | Bronz   |
| ----------- | --- | ------- | --- | ------- | --- | ------- |
| LM1x        | Adam Ling · Új-Zéland | 6:53,80 | Rajko Hrvat · Szlovénia | 6:54,94 | Miloš Stanojević · Szerbia | 6:55,88 |
| LM2-        | Joel Cassells · Sam Scrimgeour · Egyesült Királyság | 6:29,40 | Augustin Mouterde · Theophile Onfroy · Franciaország | 6:32,02 | Jonas Kilthau · Matthias Arnold · Németország | 6:34,53 |
| LM2x        | Stany Delayre · Jérémie Azou · Franciaország | 6:13,38 | William Fletcher · Richard Chambers · Egyesült Királyság | 6:15,15 | Kristoffer Brun · Are Strandli · Norvégia | 6:15,62 |
| LM4-        | Svájc · Lucas Tramèr · Simon Schürch · Simon Niepmann · Mario-Elio Gyr                                                                                            | 5:55,31 | Dánia · Kasper Winther · Jens Vilhelmsen · Jacob Barsøe · Jacob Larsen | 5:57,58 | Franciaország · Franck Solforosi · Thomas Baroukh · Thibault Colard · Guillaume Raineau                                                                              | 5:58,22 |
| LM4x        | Franciaország · Maxime Demontfaucon · Damien Piqueras · Pierre Houin · Morgan Maunoir                                                                             | 5:48,50 | Németország · Roman Acht · Daniel Lawitzke · Phillipp Grebner · Jonathan Rommelmann                                                                                              | 5:48,81 | Dánia · Emil Espensen · Andrej Bendtsen · Mathias Larsen · Oscar Petersen                                                                                            | 5:50,41 |
| LM8+        | Németország · Tobias Schad · Simon Barr · Torben Neumann · Florian Roller · Tobias Franzmann · Stefan Wallat · Claas Mertens · Can Temel · Felix Heinemann        | 5:38,92 | Franciaország · Gaël Chocheyras · Alexis Guerinot · Clement Duret · Thibault Lecomte · Clement Fonta · Vincent Cavard · Clement Roulet-Dubbonet · Fabrice Moreau · Thibaut Hacot | 5:40,14 | Egyesült Államok · Tobin McGee · John Devlin · Christopher Lambert · Peter Schmidt · Phillip Henson · Alex Twist · David Smith · Matthew Lenhart · John Carlson      | 5:40,41 |
| M1x         | Ondřej Synek · Csehország | 6:54,76 | Mahé Drysdale · Új-Zéland | 6:55,10 | Mindaugas Griškonis · Litvánia | 6:57,64 |
| M2-         | Eric Murray · Hamish Bond · Új-Zéland | 6:15,83 | James Foad · Matt Langridge · Egyesült Királyság | 6:22,35 | Miloš Vasić · Nenad Beđik · Szerbia | 6:25,36 |
| M2+         | Egyesült Királyság · Nathaniel Reilly-O'Donnell · Matthew Tarrant · Henry Fieldman                                                                                | 6:51,31 | Németország · Jakob Schneider · Clemens Ernsting · Jonas Wiesen | 6:57,36 | Szerbia · Viktor Pivač · Martin Mačković · Luka Mladenović | 6:59,53 |
| M2x         | Martin Sinković · Valent Sinković · Horvátország | 6:03,33 | Rolandas Maščinskas · Saulius Ritter · Litvánia | 6:05,31 | Robert Manson · Chris Harris · Új-Zéland | 6:06,73 |
| M4-         | Olaszország · Marco Di Costanzo · Matteo Castaldo · Matteo Lodo · Giuseppe Vicino                                                                                 | 5:46,78 | Ausztrália · William Lockwood · Joshua Dunkley-Smith · Spencer Turrin · Alexander Hill                                                                                           | 5:48,74 | Egyesült Királyság · Scott Durant · Alan Sinclair · Tom Ransley · Stewart Innes                                                                                      | 5:49,00 |
| M4x         | Németország · Karl Schulze · Philipp Wende · Lauritz Schoof · Hans Gruhne                                                                                         | 5:53,22 | Ausztrália · David Crawshay · Karsten Forsterling · Cameron Girdlestone · David Watts                                                                                            | 5:54,75 | Észtország · Andrei Jamsa · Allar Raja · Tõnu Endrekson · Kaspar Taimsoo                                                                                             | 5:56,34 |
| M8+         | Egyesült Királyság · Matthew Gotrel · Constantine Louloudis · Pete Reed · Paul Bennett · Mohamed Sbihi · Alex Gregory · George Nash · William Satch · Phelan Hill | 5:36,18 | Németország · Maximilian Munski · Malte Jakschik · Maximilian Reinelt · Eric Johannesen · Anton Braun · Felix Drahotta · Richard Schmidt · Hannes Ocik · Martin Sauer            | 5:36,36 | Hollandia · Dirk Uittenbogaard · Boaz Meylink · Kaj Hendriks · Boudewijn Röell · Olivier Siegelaar · Tone Wieten · Mechiel Versluis · Robert Luecken · Peter Wiersum | 5:38,09 |

## Para-evezés

### Éremtáblázat
Az alábbi táblázat a para-evezés éremtáblázatát mutatja.

  *   Rendező
  *   Magyarország
| #        | Ország             | Arany | Ezüst | Bronz | Összesen |
| 1.       | Ausztrália         | 2     | 0     | 0     | 2        |
| 2.       | Egyesült Királyság | 1     | 3     | 0     | 4        |
| 3.       | Izrael             | 1     | 0     | 0     | 1        |
|          |                    |       |       |       |          |
| 4.       | Egyesült Államok   | 0     | 1     | 0     | 1        |
|          |                    |       |       |       |          |
| 5.       | Kanada             | 0     | 0     | 1     | 1        |
| 5.       | Franciaország      | 0     | 0     | 1     | 1        |
| 5.       | Norvégia           | 0     | 0     | 1     | 1        |
| 5.       | Ukrajna            | 0     | 0     | 1     | 1        |
| Összesen | Összesen           | 4     | 4     | 4     | 12       |

### Érmesek
| Versenyszám | Arany                                                                                      | Arany   | Ezüst | Ezüst   | Bronz                                                                                     | Bronz   |
| ----------- | ------------------------------------------------------------------------------------------ | ------- | --- | ------- | ----------------------------------------------------------------------------------------- | ------- |
| ASM1x       | Erik Horrie · Ausztrália                                                                   | 4:45,55 | Tom Aggar · Egyesült Királyság                                                                           | 4:51,09 | Igor Bondan · Ukrajna                                                                     | 4:51,70 |
| ASW1x       | Moran Samuel · Izrael                                                                      | 5:25,92 | Rachel Morris · Egyesült Királyság                                                                       | 5:27,02 | Birgit Skarstein · Norvégia                                                               | 5:31,94 |
| TAMIX2x     | Gavin Bellis · Kathryn Ross · Ausztrália                                                   | 4:03,51 | Laurence Whiteley · Lauren Rowles · Egyesült Királyság                                                   | 4:04,03 | Perle Bouge · Stephane Tardieu · Franciaország                                            | 4:06,08 |
| LTAMIX4+    | Egyesült Királyság · Grace Clough · Daniel Brown · Pamela Relph · James Fox · Oliver James | 3:19,56 | Egyesült Államok · Jaclyn Smith · Danielle Hansen · Zachary Burns · Richard Vandegrift · Jennifer Sichel | 3:19,83 | Kanada · Victoria Nolan · Veronique Boucher · Curtis Halladay · Andrew Todd · Kristen Kit | 3:27,38 |